# خجیرآباد (شهرستان بازارقرغون)
خجیرآباد (به لاتین: Khajir-Abad) یک منطقهٔ مسکونی در قرقیزستان است که در شهرستان بازارقرغون واقع شده‌است. خجیرآباد ۲٬۳۷۰ نفر جمعیت دارد.